# Wushu ai The World Games Series 2024
Le competizioni di wushu ai The World Games Series si sono svolte dall'11 al 13 ottobre 2024 ad Hong Kong.

## Podi

### Uomini
| Evento                    | Oro               | Argento             | Bronzo                     |
| Nangquan - Nangun         | Shahin Banitalebi | Mostafa Hassanzadeh | Kin Sing Kinson Ting       |
| Taijiquan - Taijijian     | Chung Hei Yeung   | Zhi Yan Tan         | Jones Llabres Inso         |
| Changquan Daoshu - Gunshu | Kai Ming Chia     | Zi Meng Ong         | Weerachat Koolsawatmongkol |

### Donne
| Evento                         | Oro               | Argento             | Bronzo               |
| Nangquan - Nangun              | Po Yan Lau        | Darya Latisheva     | Alinskha Hanamaira   |
| Taijiquan - Taijijian          | Basma Lachkar     | Saiwaa Dhana Azalia | Uen Ying Juanita Mok |
| Changquan - Jianshu - Qiangshu | Hui Yu Lydia Sham | Patricia Geraldine  | Yin Shuen Le         |

## Medagliere
| Posiz. | Nazione    | Oro | Argento | Bronzo | Totale |
| ------ | ---------- | --- | ------- | ------ | ------ |
| 1      | Hong Kong  | 3   | 1       | 2      | 6      |
| 2      | Singapore  | 1   | 1       | 1      | 3      |
| 3      | Iran       | 1   | 0       | 0      | 1      |
| 3      | Brunei     | 1   | 0       | 0      | 1      |
| 5      | Indonesia  | 0   | 2       | 1      | 3      |
| 6      | Malaysia   | 0   | 1       | 0      | 1      |
| 6      | Uzbekistan | 0   | 1       | 0      | 1      |
| 8      | Filippine  | 0   | 0       | 1      | 1      |
| 8      | Thailandia | 0   | 0       | 1      | 1      |
| Totale | Totale     | 6   | 6       | 6      | 18     |